# AC 3000ME
El AC 3000ME es un automóvil deportivo con motor central Ford V6 de 3.0 litros y carrocería de fibra de vidrio, que fue producido entre 1979 y 1985.
Sería desarrollado y fabricado en gran parte por la empresa tradicional inglesa AC Cars Ltd., que comenzó su andadura en el año 1901 (presentando sus primeros trabajos sobre un Tourer de cuatro plazas, en el Salón del automóvil de Londres en 1903) y que obtuvo su mayor éxito con el AC Cobra en la década de 1960, junto con Carroll Shelby y Ford.

## Generalidades
Entre los años 1979 y 1985 solo se produjeron 104 unidades del AC 3000ME (excluyendo los prototipos), en pequeñas series y ensamblados a mano. Siendo uno de los primeros que estableció el moderno concepto de motor central; el fabricantes de automóviles británico AC en 1973 había desarrollado un modelo compacto y accesible en comparación con los anteriores modelos , el caro deportivo 289 y el 428 (AC Frua). Presentado en el Salón del automóvil de Londres de ese año, se pensaba poner a la venta el coche con un precio de venta accesible, para aumentar el número de clientes y luchar con una competencia que producía en cadena. En última instancia, la empresa no podría impedir con el 3000ME la caída de uno de los fabricantes independientes de automóviles más antiguos del mundo.
El 3000ME fue el último modelo de los AC producidos en Thames Ditton (Surrey), que desde 1911 fue la sede de la empresa, al mismo tiempo que fue el último modelo, generado bajo la dirección de la familia Hurlock, que había adquirido la compañía en 1930. 74 unidades se ensamblaron desde 1979 hasta 1984 en su sede al oeste de Londres, cerca de la legendaria pista de carreras Brooklands, con otros 30 vehículos producidos casi sin cambios tanto visual como técnicamente, en la recién fundada compañía AC (Scotland) plc. entre 1984 y 1985, hasta la bancarrota de la licencia en Escocia.
A causa de las dificultades económicas generadas por la nueva legislación, el período de desarrollo del 3000ME fue de seis años, inusualmente largo, lo cual hizo que el reducido número de coches producidos tuviera que ponerse a la venta a precios más altos - al tiempo que el diseño al comienzo de la producción estuviese anticuado, añadiendo una potencia relativamente baja del motor Ford, con alto consumo de combustible y la presencia de modelos producidos por la competencia, Porsche, Lotus y TVR.
Hoy en día, los pocos AC 3000ME están en su mayoría en manos privadas, amantes del aspecto del vehículo que, dejando de lado los anteriores AC Cobra o posteriores intentos de revivir la marca, custodian el último modelo real de la marca AC. Existe la posibilidad de adquirir este modelo en Inglaterra por 6000 a 10000 £· (en torno a 6800 u 11300 €, al cambio en agosto de 2011) negociables, mientras que los modelos mayores de AC como el AC Ace, el AC Cobra o el AC 428 tienen precios mucho más altos, en el caso del AC Cobra, más de 100000 €.
El nombre del modelo, 3000ME, se refiere con las letras "ME" al concepto de vehículo (mid-engine/motor central) y con el número a la cilindrada del motor de 3000 cc. Previamente se había utilizado en repetidas ocasiones esta forma de dar nombre a los modelos de AC, haciendo alusión al desplazamiento de los motores, por lo que
- El modelo 2-Litre (1947 a 1958, motor de 6 cilindros en línea con 1991 cc de fabricación propia),
- El coche deportivo descapotable Cobra 260, Cobra 289 y Cobra 427(de 1962 a 1968; V8 de Ford Motor Company de 260, 289 y 427 pulgadas cúbicas, correspondiente a 4261, 4736 y 6997 cc) o
- El modelo de lujo 428 (Frua) (de 1965 a 1973; V8 de Ford Motor Company con 428 pulgadas cúbicas - 7014 cc).

## Génesis

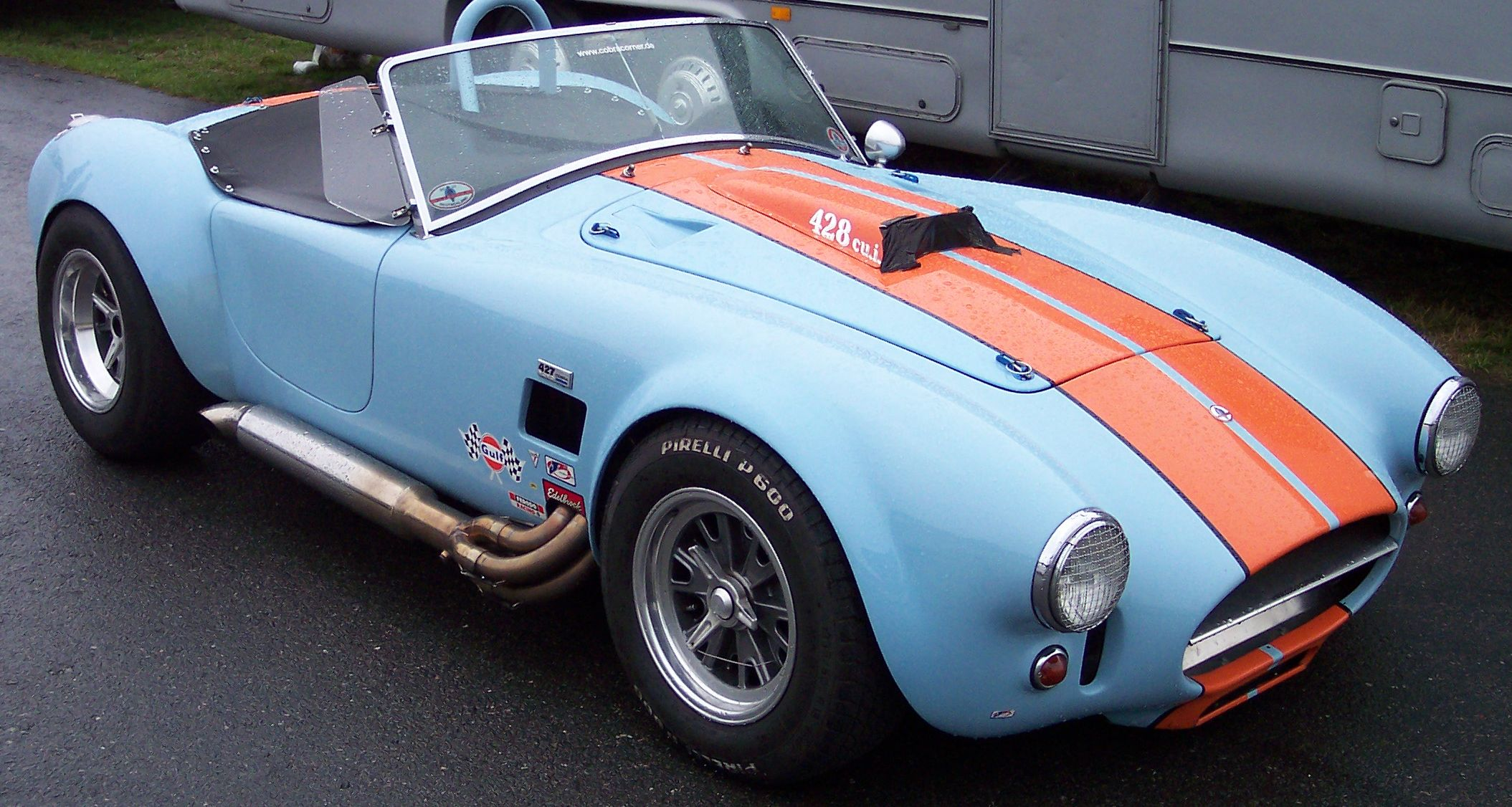
AC Cobra 427, el legendario éxito de AC a partir de la década de 1960

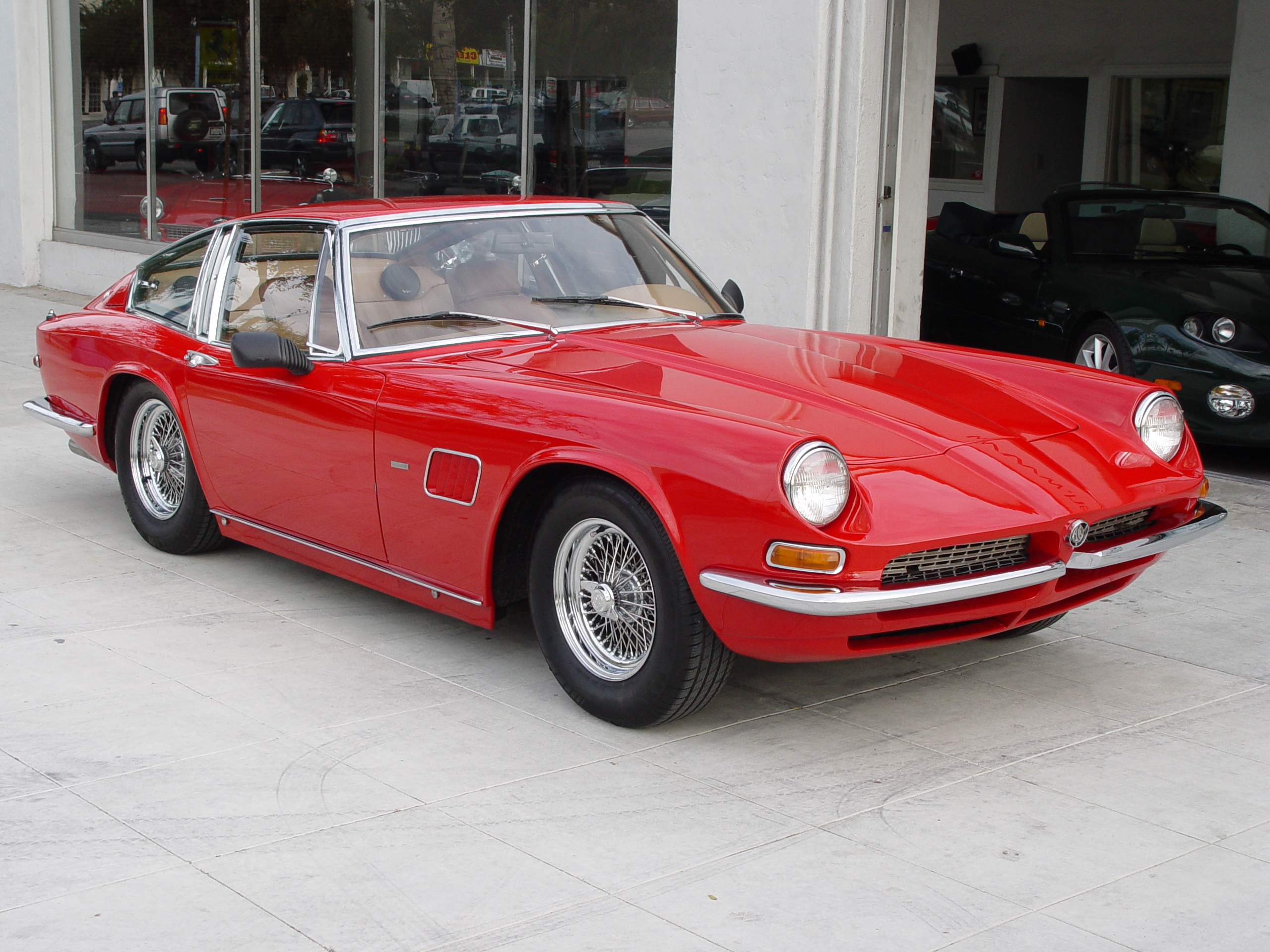
AC 428 fastback cupé, el modelo de AC de lujo expirado en 1973, con motor de 7 litros Ford V8

Desde finales de la década de 1960, el concepto de libre, inflexible y a veces brutal AC Cobra había caído en desuso y después de la salida de Carroll Shelby solo unas pocas copias se venden a incondicionales amantes. Con el modelo AC 428 (descapotable desde el año 1965 a 1973) y el cupé fastback del año 1967 a 1973) AC Cars había entrado en el segmento de coches de lujo deportivos. A pesar de la elegante carrocería trazada por el diseñador italiano Pietro Frua y el gran volumen del motor Ford V8 con (en su mayoría) 345 CV (350 hp/257 kW), no se pudo con los altos costos de producción (elaboración manual, transferencia de Inglaterra a Italia y vuelta), al tiempo que el Cobra sufrió una dura competencia por parte de modelos británicos como Aston Martin, Bristol, el Jensen Interceptor o competidores de Europa continental como los cupés y descapotables de lujo Ferrari, Lamborghini, Maserati, o exóticos, como el Iso Grifo y el Monteverdi High Speed 375S. A esto se sumó la primera crisis del petróleo que se avecinaba, que amenazaba con romper la venta de coches de lujo. En consecuencia AC, a comienzos de la década de 1970, comenzó la búsqueda de nuevos conceptos de vehículos y modelos.
En 1972, los responsables de AC se reunieron en el Salón de coches de carreras en Londres (Racing Car Show), con los dos jóvenes ingenieros y diseñadores Peter Bohanna y Robin Stables, donde presentaban su estudio llamado Diablo con motor central de 1,5 litros montado transversalmente en un Austin Maxi. Ambos habían trabajado juntos en la oficina de diseño del fabricante británico de coches deportivos y de carreras Lola, especialmente en el famoso modelo T70 Mk.III, y no había experiencias previas recogidas con el concepto relativamente nuevo en las carreras, de motor central, carrocería de plástico y bastidor ligero enrejado. Trabajaron juntos inicialmente en su tiempo libre para, a partir de 1972, establecerse de manera independiente en las oficinas de diseño de Bohanna Stables Ltd. con sede en High Wycombe, Buckinghamshire, diseñando diferentes modelos de calle.
AC adquirió los derechos del Diablo, después de ser emitidos por Bohanna y Stables. El concepto que les había convencido era el de un pequeño deportivo con motor central y carrocería cupé, que se produciría en pequeñas series de 20 vehículos semanales. Les recordaba el enfoque seguido por AC Cars a principios de la década de 1950: en aquel entonces AC adquirió los derechos del prototipo Tojeiro producido por John Tojeiro y desarrolló aún más el uso del propulsor 2 litros y 6 cilindros en línea de la propia empresa, para el modelo AC Ace , que más tarde se convirtió en la base del exitoso AC Cobra .
El concepto de motor central era interesante para AC en dos aspectos: primero, en la década de 1960 no habían trabajado en el diseño de un motor central que sucediese al del AC Ace, que siempre había montado un motor propio de seis cilindros bóxer - una planificación que no fue ejecutada porque el AC Cobra, en manos de Carroll Shelby, tenía prioridad en el desarrollo, al obtener éxitos tanto deportivos como económicos. Por otro lado, el prototipo de Bohanna Stables ofrecía la perspectiva de un coche deportivo, a bajo precio, con motor asequible como el Fiat X1/9 o parejo a los exóticos y caros como el Ferrari Dino 246 o el Lamborghini Urraco.

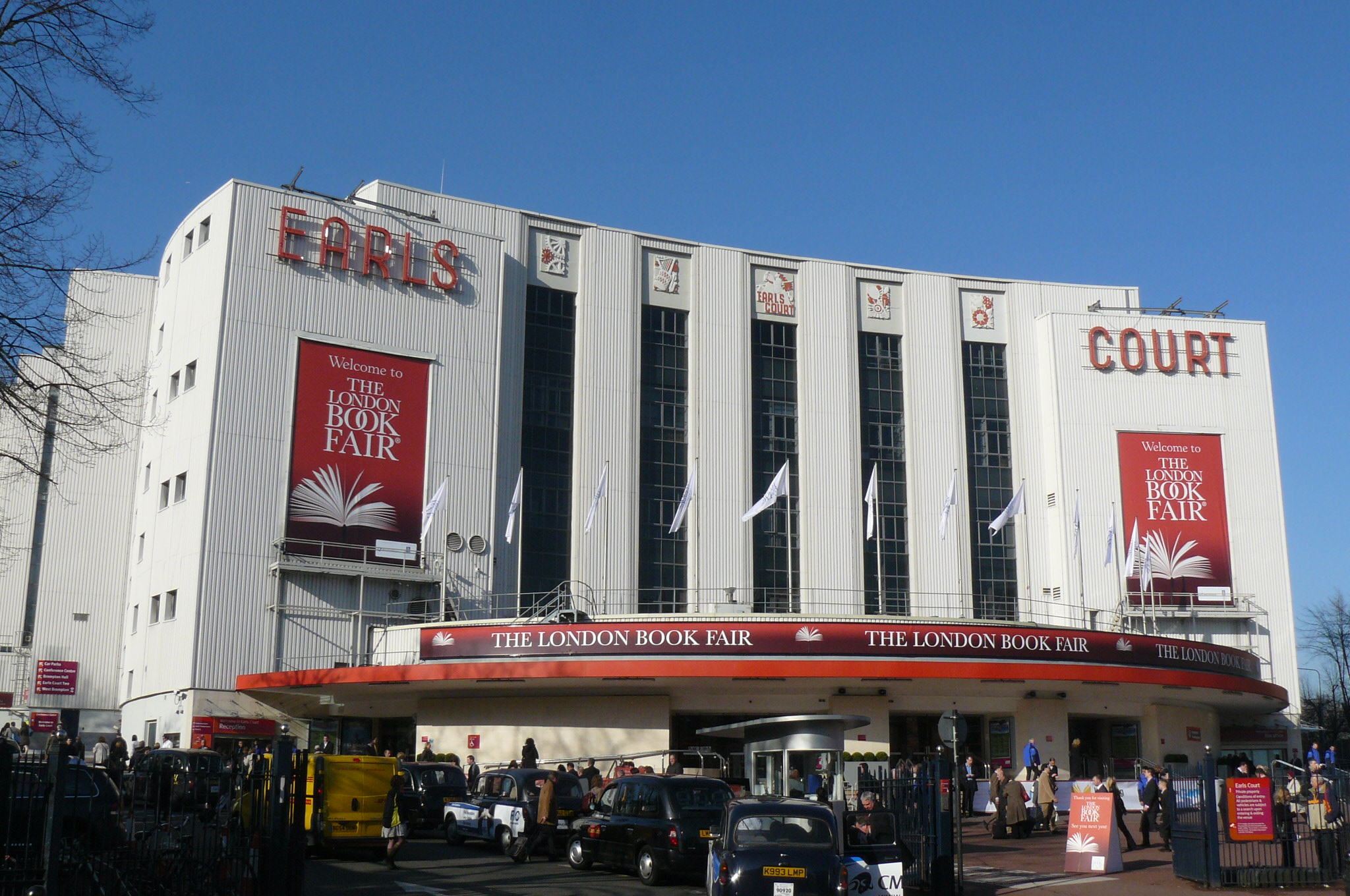
el Earls Court Exhibition Centre donde se presentaron los primeros prototipos del AC 3000.

La producción del Diablo no se alcanzó, ya que la oferta impulsada por los motores Austin a British Leyland fue rechazada. Se sustituye con los motores V6 de la familia del Ford Essex, gracias a la buena relación de AC con Ford. Mientras tanto Bohanna y Stables estaban limitados como asesores en la oficina de diseño junto con el ingeniero jefe de AC Alan D. Turner, cambiado el complejo concepto del prototipo AC, adaptándolo a las necesidades de la producción en masa y personalizando aún más el diseño. En el Motor Show de Londres de 1973, celebrado en Earls Court, fue la primera vez que dos prototipos AC (no aptos para circular) se mostraron bajo el nombre de AC 3000 (sin la abreviatura ME). Los planes mostraron un motor Ford- 3.0-litros V6 montado transversalmente detrás de los asientos, motor acoplado por separado por detrás con una caja de cambios de diseño propio que se conecta - muy inusual en los vehículos modernos - con una cadena de rodillos triples. Cuando la producción se inició al año siguiente con un precio de entrega de 3000-4000 libras, el AC despertó gran interés y llevó a más de 2.500 encargos por adelantado.
En 1974, el diseño de la carrocería del llamado ya AC 3000ME, se completó en gran parte: Los principios del Diablo fueron conservados en su esencia, la parte delantera del vehículo, sin embargo, había sido revisada (parachoques, iluminación automotriz, radiador delantero), el techo fue ampliado ligeramente y se añadieron salidas adicionales para una mejor refrigeración. Sin embargo, hasta el inicio de la producción en serie pasaron cinco años más. Aunque AC presentó prototipos en las grandes muestras anuales de automóviles de Londres y Birmingham con más regularidad, los clientes tuvieron que esperar a la producción en masa pospuesta varias veces. Las razones fueron múltiples:
- Los cambios necesarios en los planes de construcción, originados por la inclusión de los motores de Ford, en el diseño del cambio separado (las soluciones llegarían a largo plazo, aunque Lamborghini estaba desarrollando el modelo Miura; a causa de la anchura limitada del vehículo, el motor central, montado por separado la trasmisión y el cambio se combinan con el cigüeñal teniendo la necesidad de desarrollar un engranaje intermedio adicional).

- Problemas con la unidad principal con la inusual cadena de rodillos (desgaste, durabilidad).
- Cambio del bastidor de tubo de acero por un monocasco de placas de acero soldado plataforma marco, que parecía más adecuado para la producción en masa.
- Aplicar rápidamente los planes, con los limitados recursos financieros.
- Nuevas regulaciones más estrictas para la homologación de la década de 1970, como elaboración de pruebas de choque.
- El deseo del dueño de la compañía, Hurlock Derek, de preservar la tradición, ideando un vehículo madurado que cumpliera las necesidades en el mercado de reputación de la marca, al mismo tiempo, produciendo muchas partes del vehículo, en vez de ser compradas a empresas extranjeras (como hicieron otros fabricantes como Reliant en su modelo Scimitar o en TVR con los modelos M-Serie o Tasmin demostrando un ahorro de costes y tiempo).[16]

Así, tras el primer intento de obtener la homologación en la década de 1970, con la prueba de choque ahora obligatoria a una velocidad de 30 millas por hora, el interior del volante tuvo que ser reducido de los 14 cm originales a 12,7 cm. AC Cars tuvo que revisar también parte del chasis. En consecuencia, la columna de dirección de la segunda prueba, solo media una pulgada (3,8 cm), un valor excepcional, que en última instancia, dio al modelo una alta seguridad pasiva a los ocupantes. En comparación, incluso los fabricantes a gran escala como Vauxhall, tuvieron que realizar varios intentos antes de que la Chevette pasó la prueba de homologación.
En 1975 AC comenzó a construir una red nueva de distribuidores. AC tenía en 1976 alrededor de 1200 peticiones de clientes para el AC 3000ME, en espera del inicio de la producción en masa y con la propuesta de unos precios de venta de 6000 libras.

## Inicio de las ventas y volumen de producción

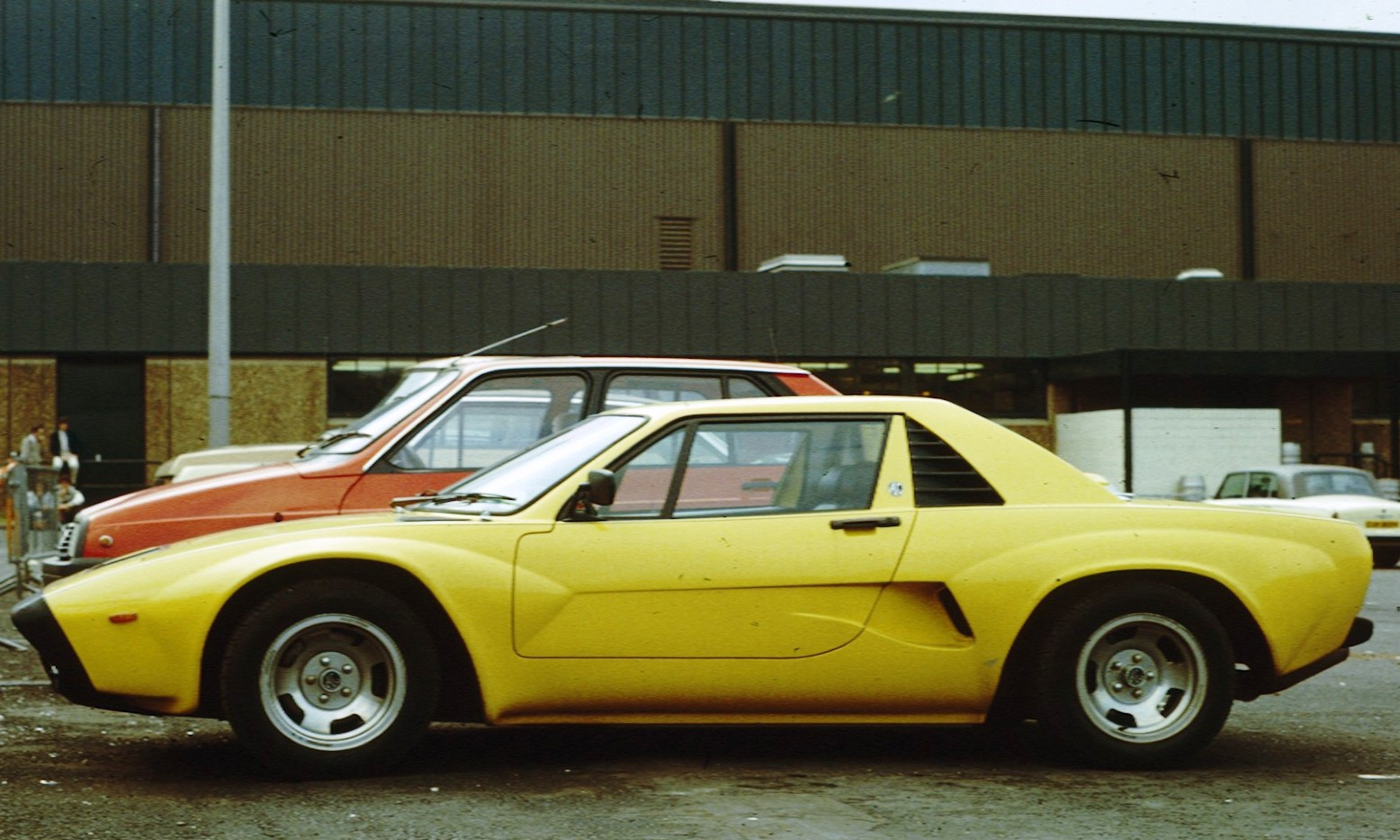
AC 3000ME amarillo de perfil, con las ruedas Wolfrace de ranuras. El modelo fue presentado en 1973, pero su fabricación no comenzó hasta 1979.

En octubre de 1978, se inició oficialmente la venta del permanentemente actual AC 3000ME durante el Salón del Automóvil de Birmingham. 50 contratos se registraron durante la exposición. A principios de 1979, corrió en Thames Ditton el primer modelo de la serie de motor mediano producido a lo largo de los por entonces 78 años de historia de AC.
El precio de venta era de 11302 £, por lo que muchos posibles compradores se habían distanciado. En marzo de 1980, el precio de venta se elevó a 13300 £ para la versión estándar y 13600 £ para versiones con asientos de cuero y radio casete. En comparación, al mismo tiempo, el precio en el mercado interno británico de un Lotus Esprit S2 era de 14981 £, un Porsche 924 Turbo 13998 £ y un TVR Tasmin 12.800 £. En 1981, debido a la baja demanda en la red de concesionarios, AC se hizo cargo de la venta de vehículos directamente desde la fábrica. AC esperaba vender 250 vehículos por año, y no disminuir el costo por la producción extensa, lo que llevó a no poder acercarse a esas cuotas. En 1978 se realizaron tres vehículos de producción (para exposición y demostración), al año siguiente 23, la recesión del año siguiente, solo unos siete años, en 1981 y 1982 las cifras de producción se mantuvieron en alrededor de once o nueve en 1983 y en 1984 aumentó ligeramente a doce.
Las cifras de producción fueron particularmente reducidas con respecto a las expectativas iniciales, debido a que el 3000ME se comercializaba casi exclusivamente en el Reino Unido, ya que una exportación a América del Norte finalmente no se adoptó, aunque había sido anteriormente un mercado clave para los modelos AC Ace, AC Cobra y AC 428. Aunque AC desarrolló en paralelo la versión con volante a la derecha para el mercado interno y una versión con volante a la izquierda para el mercado de América del Norte y Europa continental, tras el retraso de varios años en la producción del 3000ME, AC se encontró con una legislación de seguridad y emisiones mucho más estricta. El AC 3000ME no pudo cumplir con estas normas que requerían una inversión de dinero para ajustes y tiempo para trámites de aprobación; los costos de desarrollo anterior ascendían a más de un millón de libras - y no quisieron o no pudieron alargarlo más. Además, el entonces presidente Derek Hurlock temía el exceso de leyes anticuadas, en su opinión, que ceñían el mercado estadounidense, de responsabilidad de producto con sumas exorbitantes en seguros, sueldos y beneficios, que en la década de 1980, habían persuadido a retirarse de ese mercado a otros productores más pequeños. Es por esto que solo cinco versiones con volante a la izquierda salieron de la fábrica en Thames Ditton.
La producción en AC Cars Ltd. ya no era rentable, incluso después de la conversión a plc. (Sociedad anónima) y trasladarse a las fábricas más pequeñas en Thames Ditton. En el contexto de una recesión general se había debilitado también el propietario Derek Hurlock, habiéndose establecido a finales del verano de 1984 una producción en Thames Ditton de solo 74 vehículos.
Ese mismo año, se concedió la licencia para fabricar el modelo y utilizar el nombre de una nueva AC, la Compañía bajo el nombre de AC (Scotland) plc. El proyecto fue supervisado por David McDonald, quien había construido una nueva fábrica en Hillington cerca de Glasgow, y el mismo año 1984 reanudó la producción del AC 3000ME . La estadounidense Chrysler había cerrado su planta en la zona de Linwood, por lo que muchos trabajadores experimentados estaban disponibles. Con la esperanza de apoyo del gobierno McDonald estaba planeando una producción de 400 vehículos por año con 62 empleados, lo que sería un éxito para la región, entonces sin explotar. Su consideración a más largo plazo, era principalmente modificar el diseño asentado en el probado chasis del AC 3000ME , para proporcionar a la carrocería de fibra de vidrio un aspecto actualizado y al coche modificaciones técnicas.

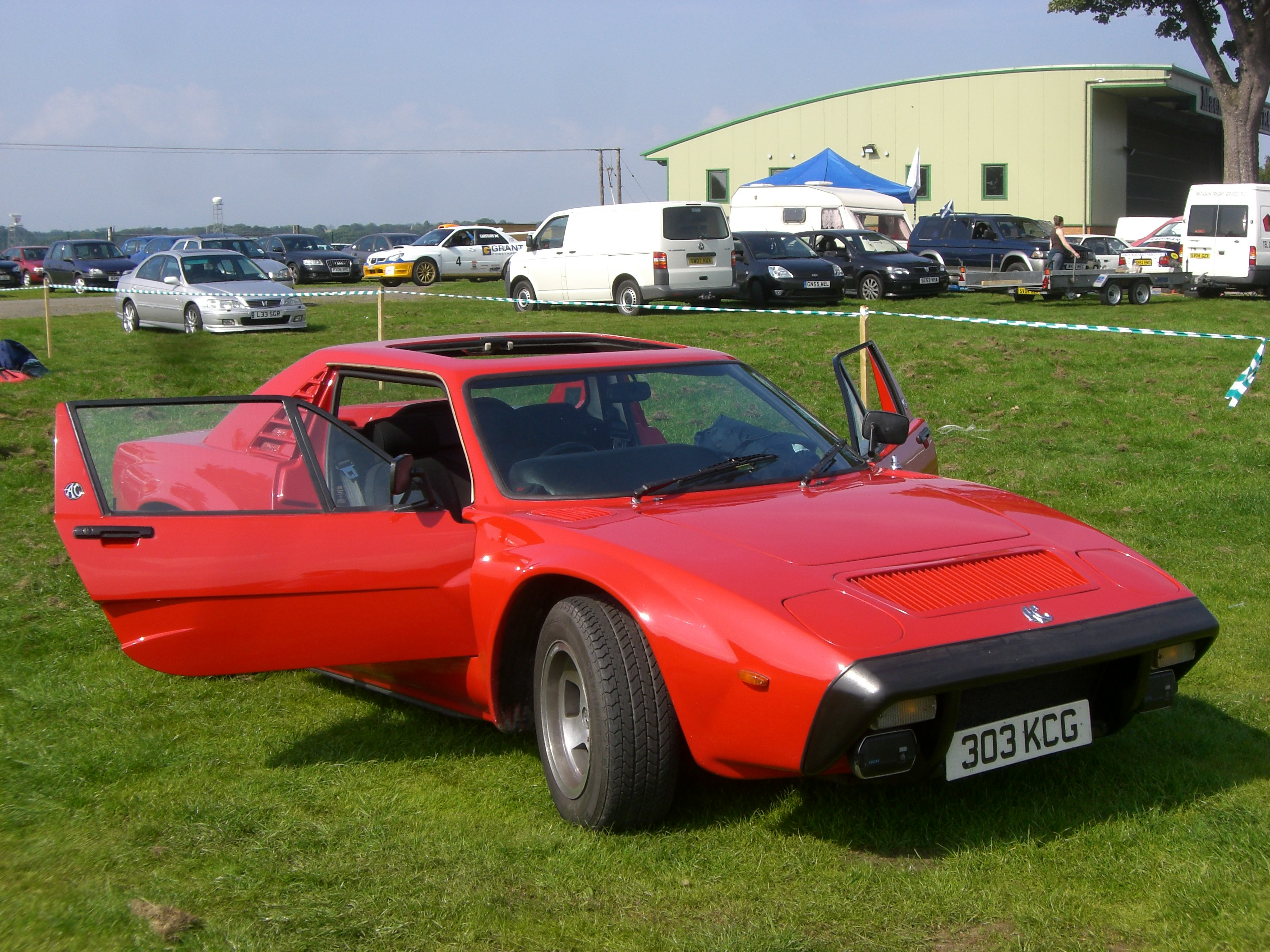
AC 3000ME versión escocesa, de 1984-1985, con techo targa abierto.

En realidad se crearon en Escocia únicamente 30 unidades del AC 3000ME en los años 1984 y 1985, con una plantilla de 18 personas y un ascenso continuo del ya de por sí alto precio de 13881 £. Por su aspecto, eran apenas distinguibles de los vehículos de Thames Ditton. Solo ciertas salidas de aire, que originalmente eran de color negro en la versión inglesa, se encuentran en la mayoría de los vehículos escoceses (aunque no todos) pintadas en el color de la carrocería. Además, el sistema de escape se modificó ligeramente. La mano de obra, según se informa en la prueba de artesanía de la época, era del alto nivel habitual.
En octubre de 1985 el último de los 30 coches de la producción en las antiguas naves de AC (Scotland) plc. en Escocia, fue puesto bajo administración judicial. La financiación de la nueva compañía se había revelado insuficiente, las cifras de ventas eran todavía demasiado bajas y el costo de la fase de prototipo, en una versión revisada del 3000ME era demasiado alto.

## Más detalles sobre el modelo

### Carrocería y equipamiento

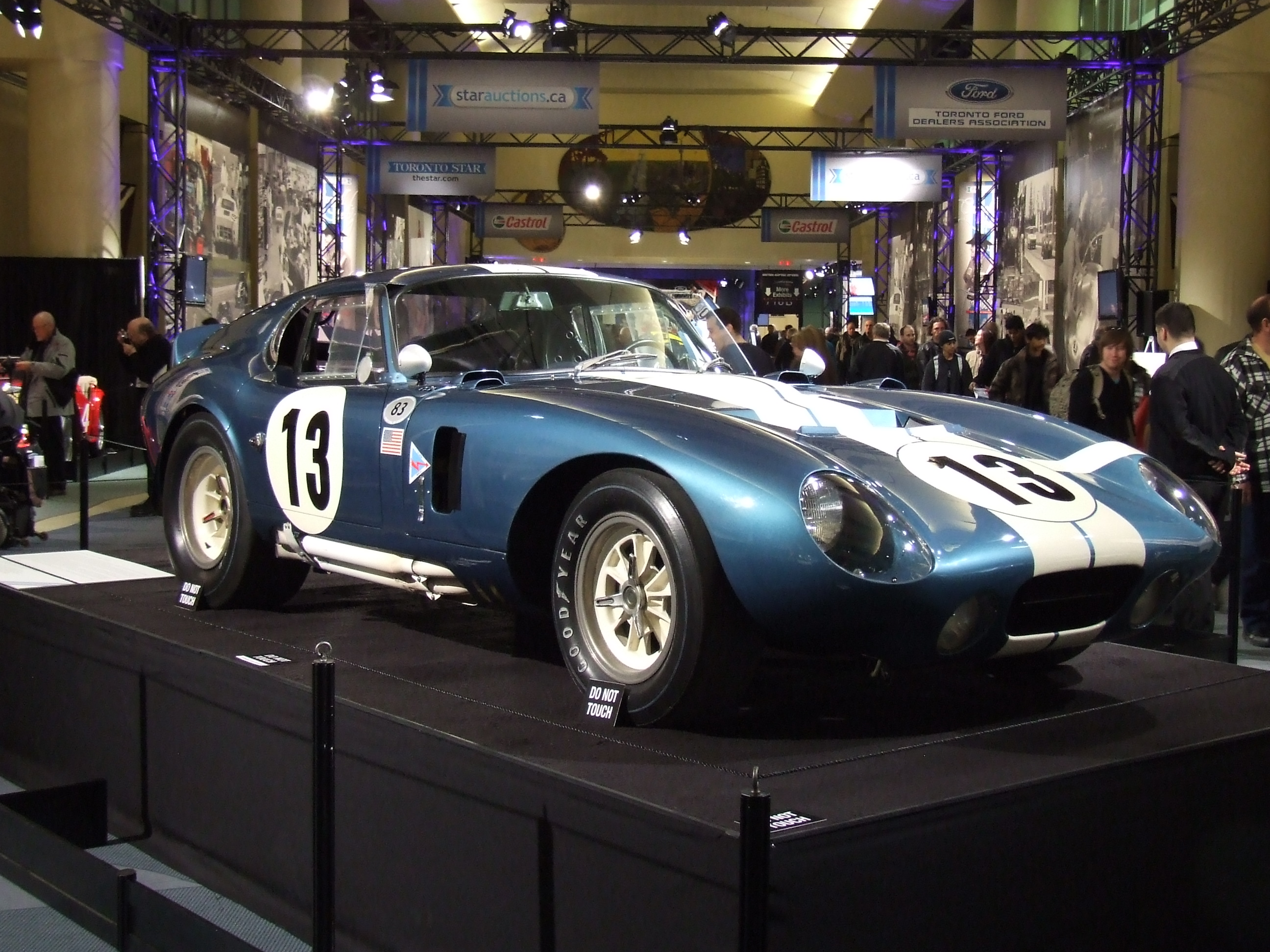
El Shelby Daytona de 1964.

El cuerpo compacto y fornido está hecho de plástico reforzado con vidrio. El diseño de dos puertas y dos plazas proviene de los ingleses Peter Bohanna y Robin Stables, fundadores y propietarios de la oficina de diseño Bohanna Stables Ltd, y el principal desarrollador de AC, Alan D. Turner. Este último estaba ya en la década de 1960, y tuvo un papel decisivo en el desarrollo del AC Cobra (a partir del AC Ace) y había llevado a término el proyecto del AC Cobra Coupe (Chasis-N.º A-98) diseñado para la participación en la carrera de 24 Horas de Le Mans en 1964, a diferencia del AC Cobra tomó el conjunto del Daytona Coupe Shelby de Carroll Shelby.
La carrocería del 3000ME tiene forma de cuña ligeramente inclinada, con los pasos de rueda ensanchados con arcos característicos similares a los actuales modelos de Rally - o de los coches de carreras en circuito y los sorprendentes respiraderos laterales para refrigerar el motor central. El diseño muestra similitudes con otros modelos de la época realizados por Bertone, y en especial con sus modelos Fiat X1/9, Ferrari Dino 308 GT 4 y Lancia Stratos HF. El capó tiene un particular abovedado característico , con el fin de crear espacio adicional para el filtro del motor, el carburador y el filtro de aire, debido a que el V6 de Ford que equipó era más alto que el motor previsto inicialmente del Austin Maxi . Otras características adicionales incluyen los faros ocultos , el pilar en C ajustado a la barra antivuelco y una sección central extraíble del techo, lo que da al conducirlo con las ventanas abiertas la sensación de conducir un targa.
Bajo el capó del 3000ME AC se encuentra la batería, la caja de fusibles y una rueda de repuesto completa y un pequeño baúl, que protege la bolsa donde se puede guardar la sección central del techo desmontado. El desbloqueo de la cubierta frontal se realiza desde el interior del vehículo y es igual que el del capó. El AC 3000ME tiene dos compartimento de llenado de combustible, que están cerca de la ventana trasera casi vertical entre las estribaciones del pilar en C , a los lados del hueco del motor. Detrás del acceso al vano del motor central, se encuentra el maletero completamente alineado con recubrimiento textil, tiene una capacidad de 340 litros.

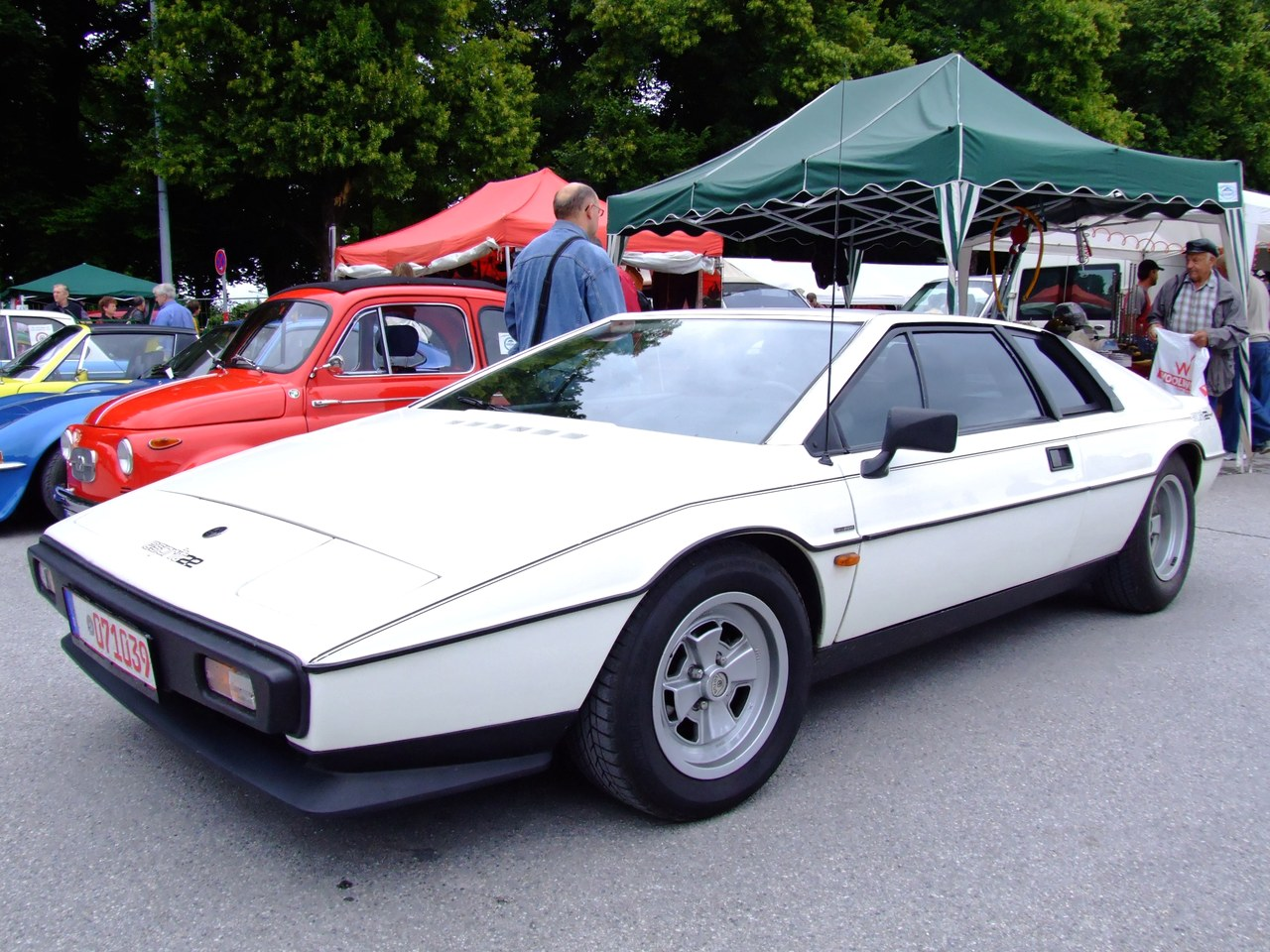
Lotus Esprit S2

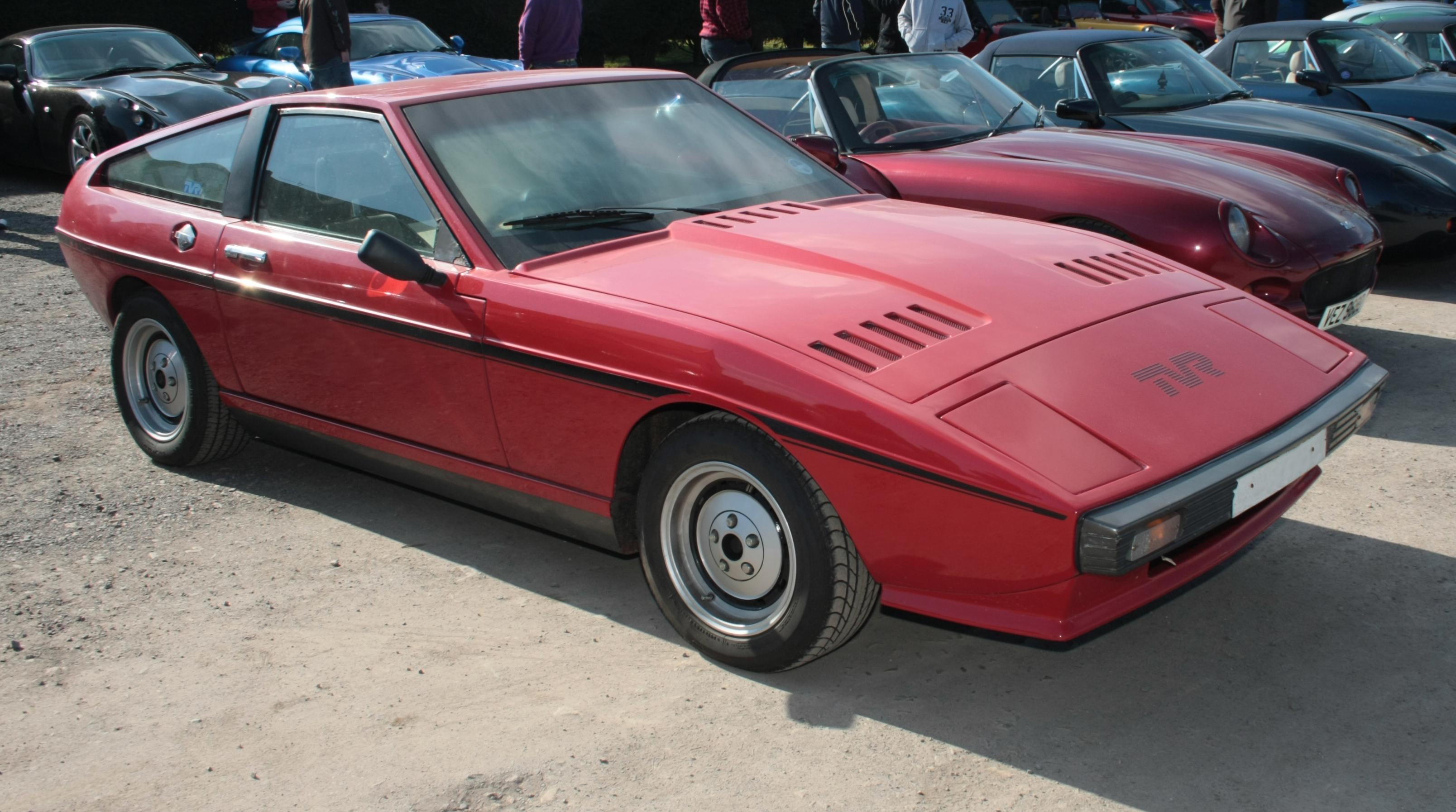
TVR Tasmin

El equipamiento estándar incluye, entre otras cosas elevalunas eléctricos delanteros y ventanas laterales, un volante de cuero multi-ajustable de dirección y de radio. El vehículo estaba disponible desde la fábrica en 16 colores, estaban disponibles de serie con tapicería de tela y alfombras de color beige o negro, a un costo adicional se podía optar a los asientos de cuero.
Las revisiones contemporáneas elogian la buena calidad en el trabajo de serie en una empresa pequeña, los materiales de calidad y la ergonomía en el interior, la cantidad de equipamiento estándar y la -en cualquier caso, dadas las compactas dimensiones - espaciosidad, también son buenas las prestaciones en un deportivo de motor central. El concepto de motor central y el diseño no fueron recibidos con entusiasmo por la prensa y el público, tras una larga fase de prototipo, , el interés se había calmado considerablemente al llegar la producción: El concepto de motor central estaba bien establecido, existían modelos de la competencia en el mercado y el aspecto del coche resultaba un poco desfasado a comienzo de la década de 1980 , después de varios años de desarrollo , imponiéndose los coches de dos volúmenes como el Lotus Esprit, TVR Tasmin.

## Motor y transmisión

### Ejecución en serie
Tanto los prototipos y como los modelos de serie del AC 3000ME portaron un motor de 3.0 litros 6 cilindros en V de doble carburador construido por Ford motor , construidos a partir de 1967 en diferentes opciones de capacidad en la planta de motores de Dagenham, Essex, Reino Unido. Se utilizó la versión de 3.0 litros, principalmente en el Ford Capri 3000 GT (en el Mk.1 en Alemania en 1972, en Gran Bretaña desde el final de 1969) y más tarde también en la versión superior de los Ford Granada. Este motor también fue utilizado por algunos constructores pequeños de coches británicos, además de AC, se encuentra en los Gilbern ( modelos Genie e Invader), en varias Marcos-coupés, en el Reliant Scimitar y en los TVR, coupé 3000M, Cabriolet 3000S y Taimar coupé combi. A diferencia de los anteriores, en el 3000ME el motor estaba ventilado por aire, girado 90 grados y montado transversalmente detrás de la cabina del conductor como un motor central. Básicamente, se requiere gasolina Premium, con aditivos con plomo o pueden ser convertidos para funcionar con gasolina sin plomo. Una versión catalítica no se llevó a término falta de exportación a los Estados Unidos, las opciones posteriores de conversión no se conocen a causa de la limitación de espacio en el compartimento del motor de difícil comprobación.

Después del V6 de 3.0 litros de Ford UK y Ford Alemania no se usase para el Capri u otros modelos a partir de 1981, siendo sustituidos por el 2.8 litros V6 en el grupo de Ford en Colonia, AC procedió a importar el motor 3.0 litros de Ford Sudáfrica. 
| Motor                                             | 60 ° V6 (Ford Essex V6 3,0), bloque del motor y culata de hierro fundido, cigüeñal de 4 rodamientos , lubricación a presión, capacidad de aceite de 5,7 litros, árbol de levas central, válvulas en cabeza operado por varrillas de empuje y balancines, dos válvulas por cilindro, la compresión 8,9: 1, doble carburador Weber 38/38 DGAS |
| Desplazamiento                                    | 2994 cm³ / 182,7 cu.in. |
| Diámetro x carrera                                | 93,66 mm × 72,42 mm (3,69 in × 2,85 in) |
| Potencia                                          | 139,9 PS / 138,0 bhp / 102,9 kW a 5000 min−1 |
| Par máximo                                        | 260,0 Nm / 192 lbft / 260 Nm a 3000 min−1 |
| Velocidad máxima                                  | 193 km/h |
| aceleración de 0-60 mph (≈ 96,6 km/h)             | 8,5 segundos |
| Consumo de combustible en la práctica (combinado) | 15,0 l Super/100 km |

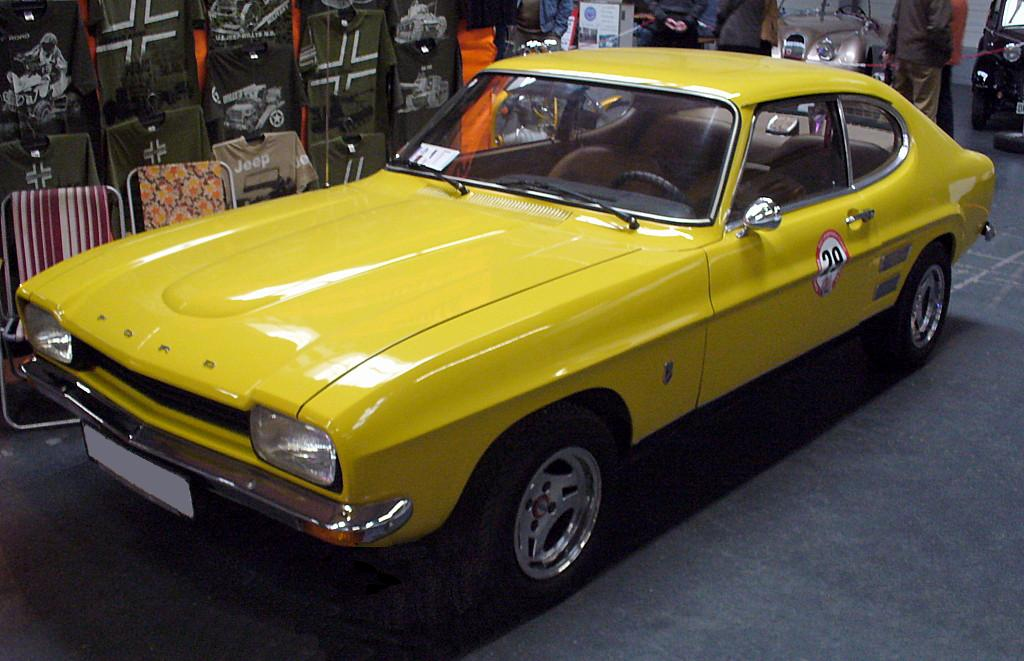
Ford Capri I GT, que llevó el mismo motor que el AC 3000ME

El 3000ME AC tiene un montaje transversal, totalmente sincronizado con el diferencial trasero y caja de cambios de férula con cinco marchas hacia adelante y marcha atrás, que se encuentra pegada al motor por detrás. Fue desarrollada la caja de cambios por AC, en metal ligero , mientras que el interior (engranajes y ejes) fueron suministrados por Hewland. Al igual que tradicionalmente en Ferrari, la palanca de cambios está en la consola central a través de una puerta abierta, con el cambio de cromo. (dando unas prestaciones distinta en el AC si comparamos los valores para el mismo motor equipado por un Ford Capri 3000 GT Mk.1 y 2 (de 1972))
| Übersetzungen            | AC 3000ME | Capri 3000 GT |
| ------------------------ | --------- | ------------- |
| primera marcha:          | 1 a 3,242 | 1 a 3,16      |
| segunda marcha:          | 1 a 1,947 | 1 a 1,94      |
| tercera marcha:          | 1 a 1,403 | 1 a 1,41      |
| cuarta marcha:           | 1 a 1,000 | 1 a 1,00      |
| quinta marcha:           | 1 a 0,835 | ( – )         |
| marcha atrás:            | 1 a 2,901 |               |
| Transmisión eje trasero: | 1 a 3,167 | 1 a 3,09      |

El AC 3000ME fue uno de los primeros vehículos en combinar un motor de Ford con una caja de cambios de cinco velocidades.
La transmisión de potencia del motor al embrague se lleva a cabo a través de una cadena triple especial de alta resistencia Renold , ruedas de tres dientes y tensor especial de la cadena , rodeada de aceite en una carcasa nueva e independiente, hecha de aleación de metal ligero, diseñada también por AC Cars y construida como la del embrague.
El equipamiento de serie incluye también un sistema de escape hecho totalmente de acero inoxidable. Un radiador de aceite, junto con dos ventiladores de refrigeración con control termostático ayudó a evitar el sobrecalentamiento del motor (un problema común de los motores centrales) , incluso a baja velocidad en el tráfico de la ciudad .
Revisiones especializadas del momento advirtieron que " el rendimiento del motor no hace justicia al precio de compra y a la apariencia externa, no siendo las prestaciones de un superdeportivo, el AC 3000ME es apenas un digno sucesor del legendario AC Cobra". También hubo problemas con el acelerador y con el cambio de marchas de cinco velocidades en los primeros modelos producidos, pero que podrían ser eliminados en su debido momento. Pusieron de relieve el positivo poder de tracción del motor de tres litros, que en comparación con otros deportivos con motor central, tenía unos costos de mantenimiento asequibles y excelente disponibilidad de piezas de repuesto para el motor.

#### Versión Turbo
La compañía, con sede en Silverstone Rooster Turbos del especialista Robin Rew , llevó a cabo la preparación de 17 unidades de los coches fabricados en Thames Ditton incorporando turbocompresores, del modelo fabricado por IHI. El rendimiento reflejado en diferentes textos especializados es de 200 CV (equivalente a 203 PS/149 kW) Esta versión turbo, mucho más fuerte que la versión de carburador estándar, fue más débil que otra versión más rara, preparada en la fábrica de TVR junto a Broadspeed Engineering con versiones avanzadas del TVR 3000M Cupé, 3000S convertible o Taimar equipado con un motor turbo de 3.0 litros de Ford , V6 (230 CV de rendimiento (233 min PS/172 kW) a 5500 rpm; par de 370 Nm a 3500 rpm).
La aceleración de 0 a 100 km/h que tiene el 3000ME Turbo está en consecuencia en cerca de 6,0 segundos y una velocidad máxima de 225 km/h. Las versiones del Turbo AC 3000ME son reconocibles en que ya sea a la izquierda o a la derecha solo tienen un tubo de escape. A causa de que muchos de estos vehículos turbo sufrieron incendios, además del alto consumo, muchas de las versiones turbo originales fueron más tarde - en la medida de lo posible - reconvertidas de nuevo.
Una revista alemana realizó un artículo sobre esta rara versión turbo , puede hallarse en la Zeitschrift Sportfahrer - La revista del motor, número de septiembre de 1984; allí se registraron 230 kW /169 PS de potencia.